# Історія авіації

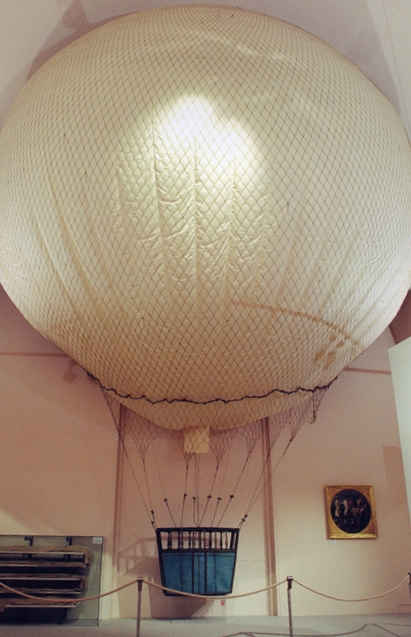
Французька розвідувальна повітряна куляL'Intrépide 1796 року, найстаріший літальний апарат, що зберігся, знаходиться в Військово-історичному музеї у Відні.

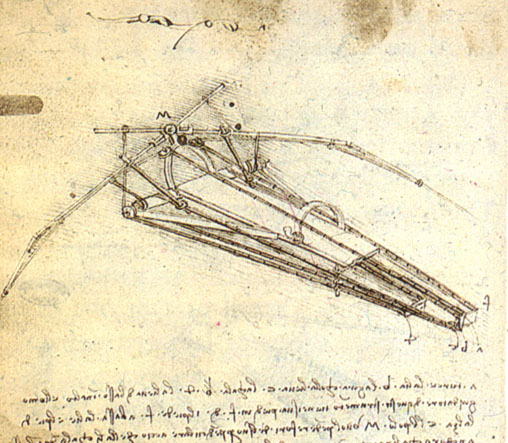
Орнітоптер розроблений Леонардо да Вінчі.

Історія розвитку авіації триває вже понад дві тисячі років, починаючи з появи перших повітряних зміїв
і стрибків з веж з різними конструкціями крил, закінчуючи польотами на перших реактивних літаках, що дозволило здійснювати польоти на надзвукових, і гіперзвукових швидкостях.
Повітряні змії в Китаї існували кілька сотень років до нашої ери і вважаються найбільш ранніми прикладами польоту за допомогою технічних засобів. Деякі змії були здатні здійняти людину в повітря. Стародавні китайці запускали в небо також маленькі ліхтарики, заповнені гарячим повітрям і бамбукові вертольоти — іграшки з обертовими роторами. Леонардо да Вінчі в 15-му столітті мав мрію про польоти, яка знайшла своє втілення в декількох раціональних, але ненаукових конструкціях
хоча він рідко намагався збудувати якісь з них.
Зусилля з вивчення атмосфери в 17-му — 19-му столітті привели до відкриття таких газів, як водень, який своєю чергою став основою до винаходу повітряної кулі, яка заповнювалася воднем. Різні теорії в механіці, що були створені фізиками в той самий період часу, зокрема в гідродинаміці і
закони Ньютона, призвели до появи сучасної науки аеродинаміки. Прив'язані повітряні аеростати, заповнені гарячим повітрям, використовували в першій половині 19-го століття для спостереження з висоти, також використовували в декількох війнах середини століття, особливо в громадянській війні у США, де повітряні кулі використовували в спостереженнях при облозі Перерсбергу.
Термін авіація придумав в 1863 французький піонер авіації Гійом Джозеф Габріель де Лаландель (1812—1886) в «Aviation ou Navigation aérienne».

Експерименти з планерами створили умови для появи літаків важчих за повітря, а на початку 20-го століття розвиток двигунів і аеродинаміки зробило можливими перші керовані, польоти на літаках з двигунами.

## Перші спроби

### Стрибки з веж

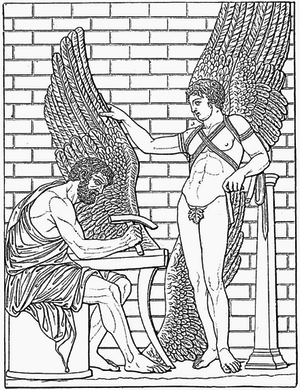
Дедал працює над створенням крил Ікар.

Мрія людства до польотів бере початок з далекого минулого. Найдревніші легенди розповідають про людей, які робили спроби польотів, прив'язуючи до себе птахоподібні крила, міцні широкі плащі та інші засоби, і як правило, стрибаючи з вежі. Грецька легенда про Дедала і Ікара є однією із найдавніших, інші подібні легенди існують в Індії, Китаї і Європейські темні століття. В ті давні часи поняття тяги, стабільності та керування не були відомі і більшість спроб закінчувалися серйозними травмами або загибеллю.
У середньовічній Європі, найперший зафіксований стрибок з вежі датується 852 роком н. е., AD, коли Армен Ферман здійснив стрибок в Кордові, Іспанія. Він покрив своє тіло пір'ям стерв'ятників і прикріпив два махових крила до своїх рук. Згодом його спробу повторив Эйлмер Малмсберійський та інші, що робили свої спроби багато століть. Ще в 1811, Альбрехт Берблінгер побудував орнітоптер і стрибнув з ним в Дунай у Ульмі.

Шлях польоту Хезарфена Ахмеда-челебі

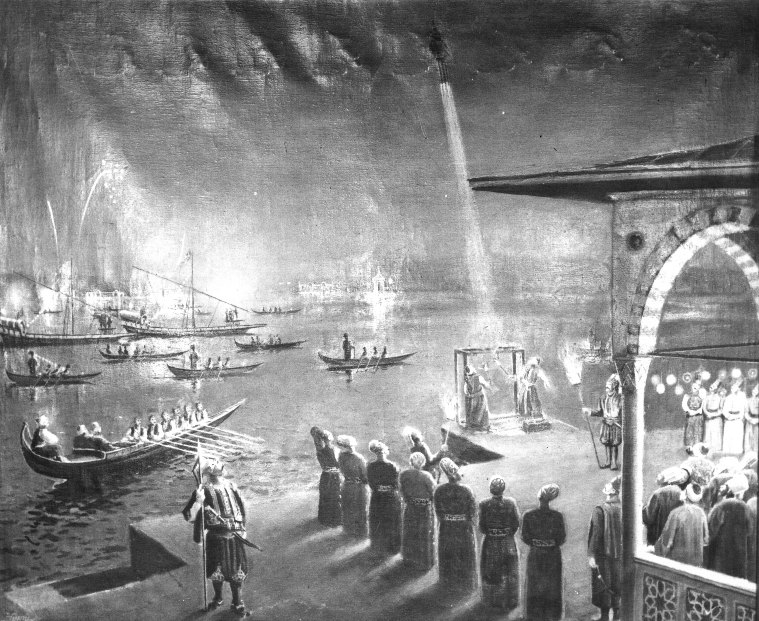
Політ Лагарі Хасана-челебі

Великий прорив в історії авіації здійснили брати Хезарфен Ахмед-челебі та Лагарі Хасан-челебі зі Стамбула у XVII столітті. Хезарфен Ахмед-челебі у 1632 році здійснив політ на саморобних крилах над протокою Босфор, за що був нагороджений султаном Мурадом IV, та потім засланий до Алжиру. Наступного року його брат Лагарі Хасан-челебі здійснив перший керований політ ракети, теж був нагороджений та потім засланий до Північного Причорномор'я. Але якщо історію про Хезарфена Ахмеда-челебі можна вважати правдою, то історію Лагарі Хасана-челебі визнали вигаданою легендою. 

### Повітряні змії

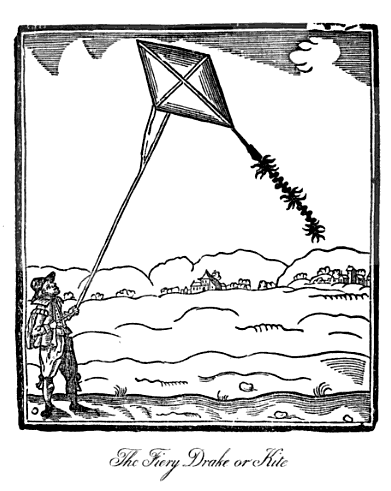
Друкована гравюра повітряного змію із книги Джона Бате 1635 року — Таємниці природи і мистецтва.

Повітряний змій вважається можливим першим літальним апаратом, зробленим людиною. Він був винайдений в Китаї ймовірно в 5-му столітті до н. е. китайським філософом Мо-цзи і винахідником Лу Бань.  Пізніше конструкції часто нагадували літаючих комах, птахів та інших тварин, як реальних, так і міфічних. Деякі були оснащені струнами і сопілками, щоб здійснювати музичні звуки під час польоту. Стародавні і середньовічні китайські джерела свідчать, що зміїв використовували для вимірювання відстаней, визначення напряму вітру, передачі сигналів, підіймання вгору людей, для комунікації і передачі повідомлень.
З Китаю повітряні змії почали поширюватись по всьому світі. Після того, як вони були відомі в Індії, повітряні змії почали використовувати для змагань, з'явилися бойові повітряні змії, в яких абразивну нитку (Маня) використовували для ураження інших повітряних зміїв.

#### Повітряні змії, що здіймали людей
Повітряні змії пілотовані людиною, як вважають, широко використовували у стародавньому Китаї, як для цивільних, так і для військових цілей, а іноді як покарання. Історії про польоти людини на повітряних зміях також зустрічаються і в Японії, після того як повітряні змії потрапили туди із Китаю приблизно в сьомому столітті н. е. Є відомості, що там існував закон проти використання повітряних зміїв для польотів людиною.

### Гвинтокрили
Повітряні гвинти, які використовували для вертикального польоту існували ще з 400 ст. до н. е.
у вигляді стародавньої китайської іграшки — бамбукових гвинтокрилів. Схожі на них «moulinet à noix» (ротори на гайці) з'явилися в Європі в 14-му столітті н. е.

### Повітряні кулі

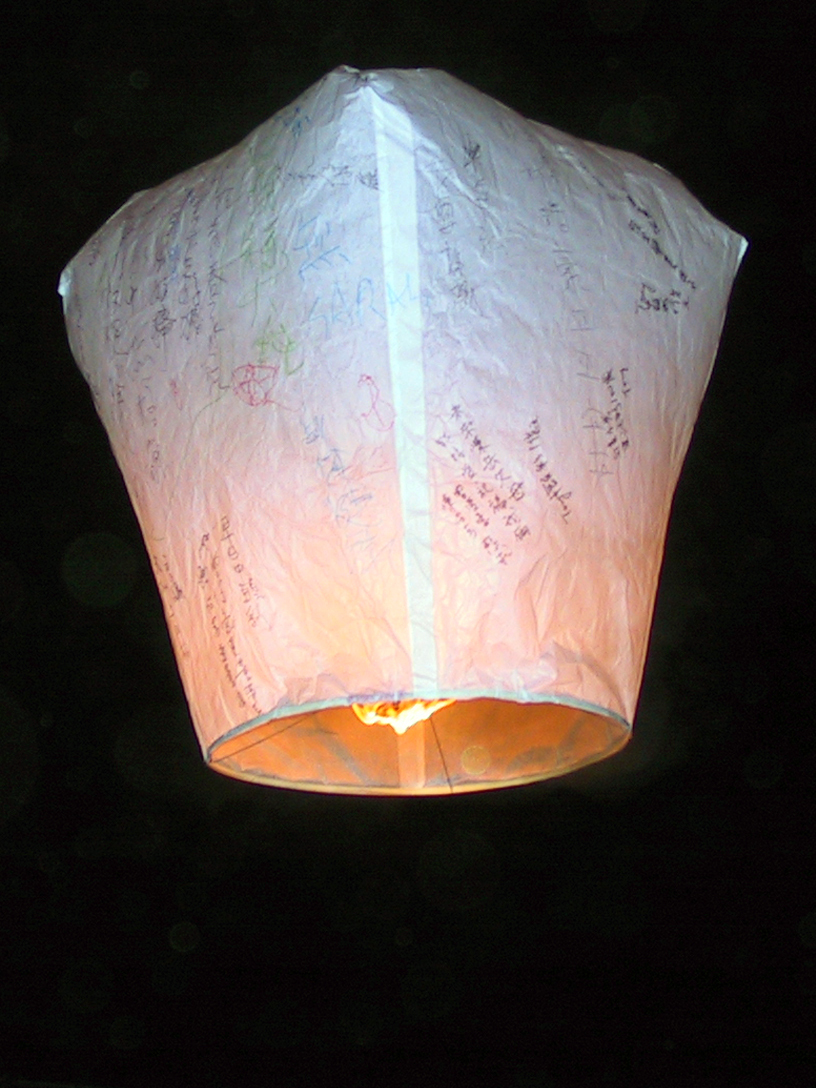
Небесний ліхтарик.

З давніх часів в Китаї було відомо, що гаряче повітря здіймається вгору, і це було застосовано при створенні невеликих повітряних кульок, наповнених гарячим повітрям, які називаються небесні ліхтарики. Небесний ліхтарик зроблений з паперу в формі кулі, внизу або всередині якої розміщується невелика лампадка. Нібесні ліхтарики, як правило, запускалися у розважальних цілях під час свят. Відповідно до Джозефа Нідхема, такі ліхтарики були відомі в Китаї починаючи з 3-го століття до н. е.. Початок їх військового застосування відноситься вже до часів генерала Чжуге Лян (180—234 н. е., історична назва Kongming), який, як свідчиться, використовував їх для залякування військ противника.
Також є докази, що китайці, використовуючи повітряні кулі вирішували проблему повітряної навігації ще за сотні років до 18-го століття.

### Період ренесансу

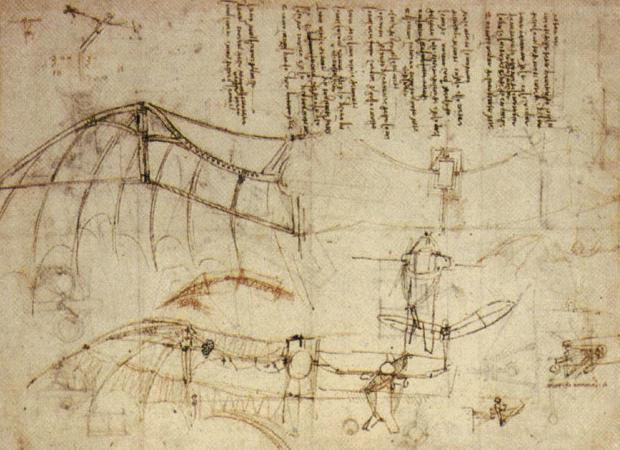
Одне із креслень Леонардо да Вінчі

З часом деякі дослідники почали визначати і виробляти деякі основи раціонального проєктування літаків. Найвідомішим з них був Леонардо да Вінчі, хоча його роботи залишалися невідомими до 1797 р, і тому не мали ніякого впливу на розвиток польотів найближчі триста років. Однак, хоча його проєкти були принаймні раціонального плану, вони не засновувались на відносно хорошому знанні науки. Леонардо вивчав принцип польоту птахів, аналізуючи і передбачаючи багато принципів аеродинаміки.
Наприкінці 15-го століття Леонардо описав і замалював багато проєктів конструкцій для літальних апаратів і механізмів, в тому числі орнітоптери, планерів з нерухомим крилом, вертольоти і парашути. Його перші моделі приводилися в дію людиною, але в результаті він дійшов висновку, що такий пристрій не є практичним і перейшов до польотів на керованих планерах, створюючи ескізи деяких конструкцій, що запускаються за допомогою пружини.

## Легше за повітря

### Початок сучасної теорії
В 1670 Франческо Лана де Терзі опублікував роботу, в якій стверджував, що можливість польоту за допомогою сфер зроблених із мідної фольги, в яких знаходиться вакуум, який має бути легшим за повітря, і може підняти у повітря дирижабль. Хоча всупереч цій теорії, така конструкція не представлялася можливою: тиск навколишнього середовища сплющив би сфери.
В 1709 Бартоломеу де Гузман написав клопотання королю Португалії Жуану V, просячи про підтримку в розробці свого винайденого дирижабля, щодо якого він мав великі сподівання і надію. Публічне тестування машини, яка була створена 24 червня 1709, не відбулося. Однак, згідно з сучасними відомостями, Гузман найімовірніше здійснив кілька не таких масштабних експериментів з цією машиною, спускаючись з підвищень. Цілком очевидно, що Гузман працював над апаратами за цим принципом, 8 серпня 1709 року він публічно представив перед судом в залі Casa da Índia в Лісабоні кулю, яка здіймалася до стелі завдяки підігріву.

### Повітряні кулі
1783 рік став переломним для повітроплавання і авіації: між 4 червня і 1 грудня вперше п'ять важливих подій в авіації сталося у Франції:
- 4 червня, Брати Монгольф'є продемонстрували свій непілотований аеростат наповнений гарячим повітрям в Анноне.
- 27 серпня, Жак Шарль і брати Роберти (Les Freres Robert) запустили першу в світі повітряну кулю заповнену воднем, з Марсового поля, Париж.
- 19 жовтня, Монгольф'є запустив перший пілотований аеростат, прив'язану повітряну кулю з людиною на борту, в Парижі. Авіаторами були вчений Пілатр де Розьє, менеджер виробництва Жан-Батист Равельйон, і Жиру де Віллет (Giroud de Villette).
- 21 листопада, Монгольф'є запустив перший апарат в вільний політ з людьми на борту. Король Людовик XVI спочатку ухвалив, що першими пілотами стануть засуджені злочинці, але Пілатр де Розьє, разом з Франсуа д'Арландом, попросили надати їм честь здійснити цей політ. Вони пролетіли 8 км. на кулі, яка наповнювалася гарячим повітрям від спалення дров.
- 1 грудня, Жак Шарль і Ніколя-Луї Роберт запустили пілотовану кулю наповнену воднем з саду Тюїльрі в Парижі, зібравши при цьому 400,000 натовпу, що спостерігали за подією. Вони здійнялися на висоту приблизно 550 м. і приземлилися при заході сонця в Нель-ла-Валле, здійснивши політ, який тривав 2 години і 5 хвилин, і здолавши 36 км. Після того як Robert приземлився Чарльз вирішив здійнятися сам. Цього разу він швидко набрав висоту до 3,000 метрів, де він знов побачив сонце, відчув сильний біль в вухах, і після того більше ніколи не літав знову.

Повітроплавання здобуло популярності в Європі наприкінці 18-го століття, внаслідок чого з'явилося перше розуміння зв'язку між висотою і властивостями атмосфери.
Роботи над створенням керованої повітряної кулі (що французькою мовою називається дирижаблем) продовжувались час від часу протягом 19-го столітті. Є свідчення, що перший тяговий, керований, тривалий політ на кораблі легшому повітря відбувся в 1852 році, коли Анрі Жіффар зміг пролетіти 15 км у Франції, на літальному апараті із паровим двигуном.
Не керовані повітряні кулі були використані під час громадянської війни в США армією, у рамках військ Union Army Balloon Corps. Молодий Фердинанд фон Цеппелін перший пролетів як пасажир повітряної кулі разом з Союзною Потомакською армією в 1863.
В ранні 1900-ті повітроплавання було популярним спортом у Британії. Власники приватних повітряних куль зазвичай використовували коксовий газ як несучий газ. Він має удвічі меншу підйомну силу ніж водень, тому повітряні кулі мали бути більшими, однак вугільний газ був набагато доступнішим, крім того іноді спеціально для повітроплавання виробляли газ за спеціальною полегшеною формулою.

## Важчі за повітря

### 17-18 століття
Італійський винахідник, Тіто Лівіо Бураттіні, який був запрошений до свого двору Польським королем Владиславом IV до Варшави, збудував модель літака із чотирма планерними крилами в 1647. Описувалося, що це було "чотири пари крил прикріплених до виробленого 'дракона'", і що ця модель успішно піднімала кота в 1648, але до польотів людини справа не дійшла. Бураттіні запевняв, що "лише незначні пошкодження" можливі при посадці цього апарату. Його "Дракон Волант" вважається "найбільш витонченим і складним літаком, з тих що будувалися до 19-го століття".
Першою опублікованою роботою про авіацію був "Ескіз машини для польоту в повітрі" написана Емануїлом Сведенборгом в 1716. Цей літаючий апарат мав бути у вигляді легкого каркаса, покритим міцним полотном, із двома великими веслами або крилами, що рухалися в горизонтальній осі, розміщені так, щоб рух вгору не зустрічав ніякого опору, а рух вниз утворював підйомну силу. Сведенборг знав, що машина не буде літати, але запропонував її як початок розв'язку проблеми і був впевнений, що цю задачу можна вирішити. Він писав: "Здається, легше говорити про таку машину, ніж втілити її в реальність, оскільки вона потребує більше сили і меншої ваги, ніж є в людському тілі. Можливо, наука механіки може запропонувати засіб, наприклад, сильну спіральну пружину. Якщо розглянути ці переваги і вимоги, можливо з часом комусь може прийти думка, як краще удосконалити наш ескіз, щоб здійснити те, що ми можемо тільки припустити. Крім того, існує достатньо доказів і прикладів з природи, що такі польоти можливі і безпечні, хоча роблячи перші спроби доведеться заплатити за цей досвід, і я маю на увазі не лише руку чи ногу." Спостереження Сведенборга було пророчим - задача знайти спосіб надання тяги, або сили для руху літака була основною проблемою, яку довелося вирішувати згодом.

### 19-те століття
В часи 19-го століття, стрибки з веж змінилися такими ж фатальними але так само популярними стрибками з повітряних куль, що знов таки демонструвало безпорадність конструкцій з маховими крилами, і таких що приводились в дію людиною. Але в той же час серйозно почалися наукові вивчення польотів літаків важчих за повітря.

#### Перші сучасні літаки Джорджа Кейлі
В Британії Джордж Кейлі називали "батьком аеропланів" в 1846. За останні роки попереднього століття він розпочав перші великі дослідження фізики польоту і згодом сконструював перший сучасний літак важчий за повітря. Серед чисельних його досягнень, його основні вклади в аеродинаміку були наступні:
- Пояснення ідеї і основних принципів польоту літака важчого за повітря.
- Досягнення наукового розуміння принципів пташиного польоту.
- Проведення наукових експериментів з аеродинаміки, які демонструють аеродинамічний опір і рух потоку, рух центру тиску, і збільшення підйомної сили завдяки викривлення поверхні крила.
- Визначення конфігурації сучасного літака, який складається з фіксованого крила, фюзеляжу і хвостового оперення.
- Демонстрація пілотованого планерного польоту.
- Викладення принципу співвідношення тяги до ваги в сталому польоті.

У 2022 році студент Національного авіаційного університету (м. Київ) Андрій Довгалюк під час тривалого дослідження історії становлення та розвитку світової авіації оприлюднив хронологічну таблицю "Історія авіації", у якій за роками розмістив важливі події у галузі літакобудування та авіаперевезень.